# Kishtwar
Kishtwar è una città dell'India di 15.806 abitanti, capoluogo del distretto di Kishtwar, nel territorio del Jammu e Kashmir. In base al numero di abitanti la città rientra nella classe IV (da 10.000 a 19.999 persone).

## Geografia fisica
La città è situata a 33° 19' 0 N e 75° 46' 0 E e ha un'altitudine di 1.638 m s.l.m..

## Società

### Evoluzione demografica
Al censimento del 2001 la popolazione di Kishtwar assommava a 15.806 persone, delle quali 9.604 maschi e 6.202 femmine. I bambini di età inferiore o uguale ai sei anni assommavano a 1.758, dei quali 966 maschi e 792 femmine. Infine, coloro che erano in grado di saper almeno leggere e scrivere erano 11.747, dei quali 7.882 maschi e 3.865 femmine.